# Saffron Hill
Saffron Hill (traducido como, Colina de azafrán) es una calle en la esquina sureste del distrito londinense de Camden, entre Farringdon Road y Hatton Garden. El nombre de la calle deriva del hecho de que alguna vez fue parte de una finca en la que creció el azafrán.

## Historia
En 1850 fue descrito como un barrio miserable y marginal, el hogar de indigentes, prostitutas y ladrones. En la novela de 1837 de Oliver Twist Charles Dickens, Artful Dodger lleva a Oliver a la madriguera de Fagin en Field Lane, la extensión sur de Saffron Hill: "un lugar sucio y más miserable que Oliver nunca había visto. La calle era muy estrecha y fangosa y el aire estaba impregnado de olores sucios".
Saffron Hill se menciona en la historieta de Arthur Conan Doyle, Sherlock Holmes "La aventura de los seis napoleones", como el barrio italiano donde se puede encontrar a la familia Venucci. 
Saffron Hill formó parte de la libertad de Saffron Hill, Hatton Garden, Ely Rents y Ely Place, que se convirtió en parte del condado de Londres en 1889. Fue abolido en 1900 y formó parte del distrito metropolitano de Holborn hasta 1965. 
Saffron Hill se ha vuelto más residencial en los últimos años con la construcción de varios bloques de apartamentos de 'lujo', incluida la Casa Da Vinci, ubicada en la antigua imprenta de la "revista Punch" y el Edificio Ziggurat arquitectónicamente distintivo.

## Personajes nacidos en Saffron Hill
- Charles Sabini, gánster inglés de ascendencia italiana

## En la cultura popular
- La calle aparece en la serie de televisión inglesa Peaky Blinders.